# Pedro Fajardo y Chacón

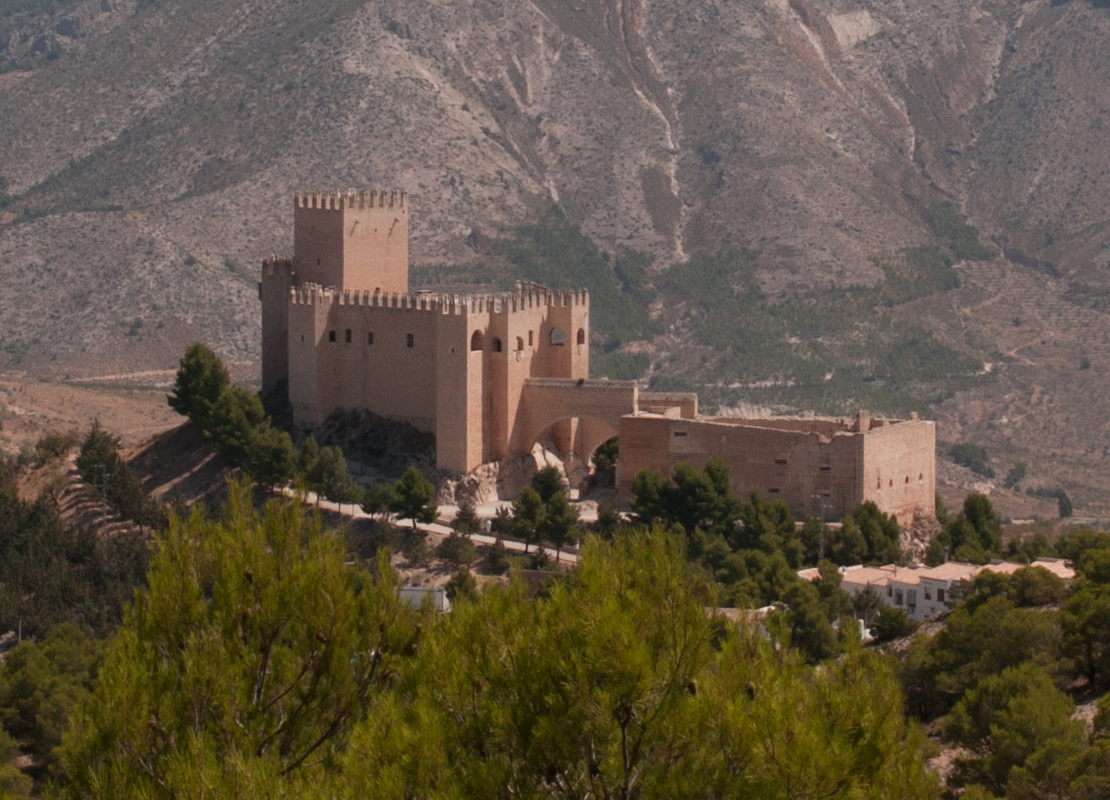
El castell de Vélez-Blanco va ser la residència principal de Pedro Fajardo, inspirat en el renaixentista castell de la Calahorra.

Pedro Fajardo i Chacón (c. 1478, Múrcia - 19 de juliol de 1546) va ser un noble, polític i militar espanyol pertanyent a la Casa de Fajardo, que va ostentar, entre altres dignitats, la de 1er marquès de los Vélez.

## Biografia
Va néixer cap al 1478 sent fill d' Juan Chacón, comptador major de Castella, majordom major d'Isabel la Catòlica i Tretze de l'Ordre de Santiago, i de la seva dona Luisa Fajardo i Manrique, IV senyora de Molina de Segura, II senyora de Cartagena i de l'avançat major del Regne de Múrcia, que va servir el seu marit com a consort.
Va ser educat en la Cort al costat d'altres nobles com el marquès de Mondéjar, amb el qual compartiria una gran amistat. Va compondre cobles, cançons i poesies com altres coetanis renaixentistes, encara que posteriorment va passar a interessar-se per temes bèl·lics. Per exemple, va recuperar per als cristians territoris de l' Estat de Marchena (actual província d'Almeria), dels moriscs que s'havien revoltat cap al 1500.
El setembre 12 de 1507 la reina Joana I de Castella li va concedir el Marquesat de los Vélez com a compensació per la cessió del senyoriu de Cartagena, propietat del senyor Pedro, i la seva incorporació a la Corona de Castella.
Va ser a més a més, V senyor de Molina de Segura, avançat major i capità general del regne de Múrcia i alcaid dels alcàssers de Múrcia i Llorca. I també va ser cavaller de l'Orde de Santiago i comendador de Caravaca en aquesta Ordre i posteriorment comendador major de Lleó i Tretze en la mateixa. També va ser membre de Consell dels Reis Catòlics i continu de la seva Casa, membre del Consell d'Estat de Felip II d'Espanya i majordom major de la reina Anna d'Àustria, quarta esposa de Felip II.
De la mateixa manera, va participar entre les disputes entre els bisbes de Cartagena i Oriola, en què va arribar a segrestar al degà de Cartagena. Els Reis Catòlics van haver d'enviar a un jutge que va castigar a Fajardo amb el desterrament a Múrcia, tot i que amb la seva posterior marquesat les situació va ser desfeta.
El marquès va tenir més desavinences amb l'Església quan el degà d'Almeria li va comunicar que havia de contribuir a la construcció de diverses esglésies, ja que després de dues dècades des de la Reconquesta, la diòcesi no tenia les seves parròquies construïdes. El marquès li va respondre que no estava obligat, ja que el seu títol havia estat lliurat per permuta i no per mercè real. Finalment, la Corona va haver d'intervenir de nou perquè pagués. Així i tot, els plets i demandes entre l'Església i Fajardo van continuar fins i tot després de la seva mort.
A la Guerra de les Comunitats de Castella entre 1520-1522 va simpatitzar amb els comuners, però finalment es va posar de costat de Carlos I d'Espanya per tal d'obtenir el favor reial.

### Edificacions
Dins de la seva faceta com a mecenes, destaca haver estat el construir el castell de Vélez-Blanc (Almeria), començant les seves obres el 1506 i finalitzant el 1513 ; el Castell dels Vélez a Mula i el de Cuevas d'Almanzora.
Tot i que estava previst que el seu enterrament estigués situat a la Capella dels Vélez, començada pel seu pare i acabada per ell en la Catedral de Múrcia, finalment les seves restes van descansar a l'església de la Magdalena, a Vélez-Blanco.

## Matrimonis i descendència
En 1499 va contreure primer matrimoni quan comptava amb 21 anys amb Magdalena Manrique, filla de Pedro Manrique de Lara, II comte de Parets de Nava, que va ser anul·lat per no tenir successió en 1507.
Va casar en segones núpcies al mes de febrer de 1508 a l'església de Sant Martí de Cuéllar (Segòvia) amb Mencía de la Cova i Mendoza, filla de Francisco I Fernández de la Cova i Mendoza, II duc d'Alburquerque, II comte de Ledesma i d'Huelma, i de la seva segona dona, Francisca de Toledo, filla dels primers ducs d'Alba, amb la qual va tenir al seu fill primogènit:
1. Luis Fajardo I de la Cueva, II marquès dels Vélez, I marquès de Molina (1535).

Finalment, després de la mort de Mencía al 1517, va contreure tercer i últim matrimoni el 1520 amb Catalina de Silva i Toledo, filla de Joan II de la Silva, III comte de Cifuentes, i de Catalina de Toledo, filla dels primers ducs d'Alba, sent pares de:
1. Juan Fajardo de Silva, progenitor dels marquesos de San Leonardo.
2. Pedro Fajardo de la Silva, casat amb Catalina de Benavides, sense successió.
3. Isabel de Silva Fajardo, casada amb Pedro Niño de Conchillos, senyor de Noez.
4. Ana Fajardo, casada amb Juan Manrique de Lara.
5. Francisca de Silva, casada amb Antonio de Velasco i Rojas, II senyor de Villerías de Campos.
6. Juana Fajardo de Silva, casada amb Enrique Enríquez de Guzmán, de la Casa d'Alba de Liste.
7. Altres fills van ser Gonzalo, Luis, Clara i Maria Fajardo.

| Predecessor: Nou títol | Marqués de los Vélez 1507 – 1546 | Successor: Luis Fajardo y de la Cueva |